# 邱氏擬劍水蚤
邱氏擬劍水蚤（学名：Paracyclops chiltoni）为劍水蚤科擬劍水蚤屬下的一个种。